# Чудовий костюм кольору вершкового морозива (фільм)
«Чудовий костюм кольору вершкового морозива» (англ. The Wonderful Ice Cream Suit) — комедія, яка була знята за однойменим оповіданням Рея Бредбері.

## Сюжет
П'ятеро невдах, яким нічого втрачати, крім порожніх гаманців, об'єднують свої мізерні капітали, щоб купити чудовий білосніжний костюм. Новоспечені стиляги домовилися, що кожен з них буде носити це чудо крою та шиття всього одну годину. Але за цю годину з ними відбувається стільки неймовірних, забавних і просто чарівних подій, скільки навіть не снилося друзям за все життя.

## У ролях
- Джо Мантенья — Гомес
- Есай Моралес — Домінгес
- Едвард Джеймс Олмос — Ваманос
- Кліфтон Коллінз мол. — Мартінес
- Грегорі С'єрра — Вілланазул
- Ліз Торрес — Рубі Ескадрілло
- Майк Морофф — Торо
- Ліза Відал — Рамона
- Мерседес Ортега — Селія Обрегона
- Говард Морріс  — Лео
- Сід Сізар — Сід Зеллман
- Хосе Хернандез — Маріачі
- Маріачі Соль де Мехіко
- Педро Гонзалез Гонзалез — домовласник
- Міранда Гаррісон — дружина
- Майкл Саад — чоловік
- Марі Келдар — молода жінка на побаченні
- Рені Віктор — бабуся
- Керол Борджас — онука
- Тоні Плана — Віктор Медіна
- Вінсент Гуастаферро — фельдшер
- Томас Бредфорд — фельдшер

танцюристи
- Роберт Альварез
- Лена Армстронг
- Вероніка Бракамонтес
- Крісті Дж. Кенаван
- Марія Кармен
- Мехелль Кассагнол
- Лінда Цеваллос
- Сандра Цеваллос
- Мікі Дюран
- Карла Ерл
- Аурі Шнейдер Елі
- Карла Гаррідо
- Сюзанна Гордон
- Мелісса Херлі
- Аліра Леннокс
- Ліз Рамос
- Жаклін Ріос
- Глорія Родрігез

в титрах не вказані
- Ансуя
- Боді Олмос
- Леслі Робінс
- Джованна Вітіелло